# Jaroslava Mirovická
Jaroslava Mirovická, nata Schüsselkorbová, coniugata Mathauserová (Praga, 20 marzo 1925 – Mníšek pod Brdy, 19 febbraio 2009), è stata una pallavolista e cestista cecoslovacca.

## Carriera

### Pallavolo
Con la Cecoslovacchia ha disputato due edizioni dei Campionati europei (1949, 1950).

### Pallacanestro
Con la Cecoslovacchia ha disputato i Campionati europei del 1950.